# Wii Transfer
Wii Transfer är en mjukvara som gör det möjligt att strömma bilder, ljud och filmer från en dator med operativsystemet Mac OS till en Nintendo Wii-konsol.